# Joe Berlinger
Joseph "Joe" Berlinger (Bridgeport (Connecticut), 30 oktober 1961) is een Amerikaans regisseur, producent en documentairemaker. 
Hij werkte vaak samen met Bruce Sinofsky. Het duo werd bekend met het maken van documentaires, waaronder de Paradise Lost-trilogie, over de kindermoorden in West Memphis, en Some Kind of Monster, over de metalgroep Metallica.
In 2018 regisseerde hij de speelfilm Extremely Wicked, Shockingly Evil and Vile, over de Amerikaanse seriemoordenaar Ted Bundy, die gespeeld wordt door acteur Zac Efron.

## Jeugd en opleiding
Berlinger is afkomstig uit een Joodse familie uit Bridgeport in de Amerikaanse staat Connecticut. Hij studeerde Engels en Duits aan Colgate University in 1983.

## Carrière
Berlinger deed voor het eerst ervaring op met het maken van films toen hij televisiereclames maakte voor een reclamebedrijf in Frankfurt. Hij verhuisde vervolgens naar New York, om zich volledig te richten op het maken van films. Hij maakte in 1989 zijn regiedebuut met de korte documentaire Outrageous Taxi Stories.
In 1992 regisseerde hij samen met Bruce Sinofsky zijn eerste langspeelfilm, getiteld Brother's Keeper. Deze documentaire gaat over een man uit Munnsville, New York, die beschuldigd werd van de moord op zijn broer.
In 1996 regisseerde het duo opnieuw een documentaire over misdaad, getiteld Paradise Lost: The Child Murders at Robin Hood Hills. Deze documentaire volgt de rechtszaak tegen drie tienerjongens, de zogeheten "West Memphis Three", die beschuldigd werden van de moord op drie kinderen in West Memphis, Arkansas. Jaren later bleek dat zij onschuldig waren, en in 2011 werden de drie alsnog uit de gevangenis vrijgelaten. Berlinger en Sinofsky maakten later twee vervolgdelen over deze geruchtmakende zaak: Paradise Lost 2: Revelations (2000), en Paradise Lost 3: Purgatory. Alle drie de films werden zeer goed ontvangen, en zijn cultklassiekers geworden onder true crime-fanaten.
Berlinger maakte in 2000 een uitstapje naar de wereld van fictie, door Book of Shadows: Blair Witch 2 te regisseren, het vervolgdeel op de populaire horrorfilm The Blair Witch Project.
In 2004 maakte hij samen met Sinofsky Some Kind of Monster, een documentaire over de moeilijke periode die de metalband Metallica doormaakte voorafgaand aan het uitbrengen van de plaat St. Anger.